# Inquisitor latiriformis
Inquisitor latiriformis là một loài ốc biển, là động vật thân mềm chân bụng sống ở biển thuộc họ Turridae.